# París-Luxemburgo
La París-Luxemburgo fue una carrera ciclista profesional por etapas que se disputaba entre París, en Francia y la Ciudad de Luxemburgo, capital del estado homónimo.
Se solía disputar sobre cuatro etapas, durante el mes de agosto o septiembre.

## Palmarés
| Año  | Ganador           | Segundo               | Tercero               |
| ---- | ----------------- | --------------------- | --------------------- |
| 1963 | Rudi Altig        | Armand Desmet         | Raymond Poulidor      |
| 1964 | Rik Van Looy      | Jean Stablinski       | Edgard Sorgeloos      |
| 1965 | Jean Stablinski   | Guido Reybrouck       | Edward Sels           |
| 1966 | Anatole Novak     | Hubert Harings        | Winfried Bölke        |
| 1967 | Jan Janssen       | Georges Vanconingsloo | Bernard Guyot         |
| 1968 | Michele Dancelli  | Marino Basso          | Felice Gimondi        |
| 1969 | Eddy Merckx       | Felice Gimondi        | Roger de Vlaeminck    |
| 1970 | Eric De Vlaeminck | Guido Reybrouck       | Giacinto Santambrogio |

## Palmarés por países
| País         | Victorias |
| ------------ | --------- |
| Bélgica      | 3         |
| Francia      | 2         |
| Alemania     | 1         |
| Países Bajos | 1         |
| Italia       | 1         |